# Liste der Bischöfe von Stepney
Die Liste der Bischöfe von Stepney stellt die bischöflichen Titelträger der Church of England in der Diözese London in der Province of Canterbury dar. Der Titel wurde nach dem Stadtteil Stepney, London benannt.
| Liste der Bischöfe von Stepney | Liste der Bischöfe von Stepney | Liste der Bischöfe von Stepney | Liste der Bischöfe von Stepney                         |
| Von                            | Bis                            | Name                           | Anmerkungen                                            |
| ------------------------------ | ------------------------------ | ------------------------------ | ------------------------------------------------------ |
| 1895                           | 1897                           | George Forrest Browne          | danach Bischof von Bristol                             |
| 1897                           | 1901                           | Arthur Winnington-Ingram       | danach Bischof von London                              |
| 1901                           | 1909                           | Cosmo Gordon Lang              | danach Erzbischof von York und Canterbury              |
| 1909                           | 1919                           | Luke Paget                     | vorher Bischof von Ipswich, danach Bischof von Chester |
| 1919                           | 1928                           | Henry Mosley                   | danach Bischof von Southwell                           |
| 1928                           | 1936                           | Charles Curzon                 | danach Bischof von Exeter                              |
| 1936                           | 1952                           | Robert Moberly                 |                                                        |
| 1952                           | 1957                           | Joost de Blank                 | danach Erzbischof von Kapstadt                         |
| 1957                           | 1968                           | Evered Lunt                    |                                                        |
| 1968                           | 1978                           | Trevor Huddleston              | danach Bischof von Mauritius                           |
| 1978                           | 1991                           | Jim Thompson                   | danach Bischof von Bath und Wells                      |
| 1992                           | 1995                           | Richard Chartres               | danach Bischof von London                              |
| 1996                           | 2002                           | John Sentamu                   | danach Bischof von Birmingham                          |
| 2003                           | 2010                           | Stephen Oliver                 |                                                        |
| 2010                           | 2011                           | Pete Broadbent                 | vorher Bischof von Willesden                           |
| 2011                           | 2018                           | Adrian Newman                  |                                                        |
| 2019                           | Gegenwart                      | Joanne Grenfell                |                                                        |